# Erika Netzer
Pour les articles homonymes, voir Netzer.
Erika Netzer, née le 23 juin 1937 à Sankt Gallenkirch et décédée le 30 novembre 1977, était une skieuse alpine autrichienne.

## Palmarès

### Jeux olympiques d'hiver
| Épreuve / Édition    | Descente | Slalom géant | Slalom |
| JO 1960 Squaw Valley | 8e       | Abandon      | —      |

### Championnats du monde
| Épreuve / Édition      | Descente | Slalom géant | Slalom | Combiné |
| JO 1960 Squaw Valley   | 8e       | Abandon      | —      | Abandon |
| Mondiaux 1962 Chamonix | 10e      | Argent       | Bronze | Bronze  |

### Arlberg-Kandahar
- Vainqueur de la descente 1959 à Garmisch